# Judith Anderson

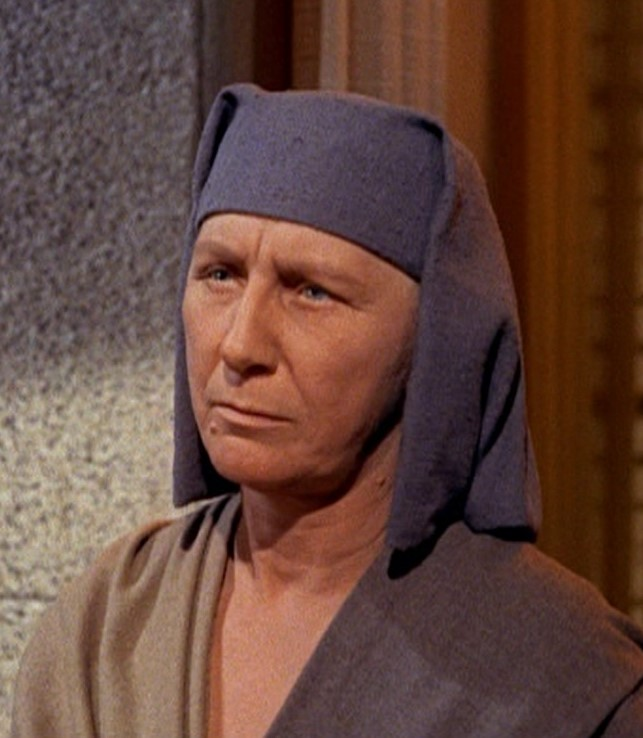
Judith Anderson como Memnet en Los diez mandamientos

Judith Anderson, de nacimiento Frances Margaret Anderson-Anderson (Adelaida, 10 de febrero de 1897-Santa Bárbara, California, 3 de enero de 1992), fue una actriz estadounidense de origen australiano considerada una de las grandes actrices trágicas del teatro del siglo XX, comparable a figuras como Katina Paxinou, Geraldine Page, Helene Weigel, Helen Hayes, Edwige Feuillère o Elsa O'Connor
Debutó en los escenarios de Sídney en el año de 1915 y tuvo su primera aparición en la ciudad de Nueva York en 1918. 
La consagración le llegó con algunas interpretaciones memorables en papeles como el de Lavinia en la obra teatral A Electra le sienta bien el luto, de Eugene O'Neill (1932); Gertrudis en la puesta en escena de Hamlet (1936); en La gaviota y Tres hermanas, de Antón Chéjov; lady Macbeth en la producción Macbeth (1937 a 1941), y por su papel principal en Medea, de 1947.
También participó en más de 25 filmes, interpretando la mayoría de las veces a personajes malvados o siniestros como la Sra. Danvers de Rebeca de 1940, dirigida por Alfred Hitchcock, un papel por el que fue nominada a un Oscar como actriz de reparto, o Ann Treadwell en Laura de 1944, dirigida por Otto Preminger. También interpretó a Emily Brent en la película Diez negritos.
Fue nombrada dama comendadora de la Orden del Imperio Británico en 1960. Ganadora de un Emmy y un Premio Tony, murió el 3 de enero de 1992 debido a una neumonía.

## Trayectoria en Teatro
- Medea (1982)
- Comes a Day (1958)
- In the Summer House (1953)
- John Brown's Body (1953)
- The Tower Beyond Tragedy (1950)
- Medea (1947)
- The Three Sisters (1942)
- Macbeth (1941)
- Family Portrait (1939)
- Hamlet (1936)
- The Old Maid (1935)
- Divided By Three (1934)
- Come of Age (1934)
- The Drums Begin (1933)
- The Mask and the Face (1933)
- Conquest (1933)
- Firebird (1932)
- Mourning Becomes Electra (1932)
- As You Desire Me (1931)
- Anna (1928)
- Strange Interlude (1928)
- Behold the Bridegroom (1927)
- The Dove (1925)
- Cobra (1924)
- Peter Weston (1923)

## Premios y distinciones
Premios Óscar
| Año  | Categoría               | Película | Resultado |
| ---- | ----------------------- | -------- | --------- |
| 1941 | Mejor actriz de reparto | Rebecca  | Nominada  |